# کشتار سومقاییت

تصویری از یک نوار فیلمبرداری که به آتش کشیدن خودروها و شورش جمعیت زیادی در خیابان را در سومقاییت به نمایش می‌کشد.

کشتار سومقاییت فاجعه‌ای بود که توسط شورشیان آذربایجانی بر ضد ارمنی‌های جمهوری آذربایجان ساکن شهر ساحلی سومقاییت در خلال فوریهٔ ۱۹۸۸ میلادی به وقوع پیوست. بر طبق آمارها بیش از ۵۳ نفر ارمنی در این حوادث کشته شدند، برخی نیز تعداد کشته‌ها را ده‌ها و حتی صدها نفر عنوان می‌کنند.
این حادثه در روز ۲۷ فوریهٔ ۱۹۸۸ میلادی (زمانی که هنوز هیچ درگیری نظامی در منطقهٔ قره‌باغ آغاز نشده بود) آغاز شد. گروه‌های عناصر افراطی جمهوری آذربایجان (در برابر بی‌تفاوتی نیروهای انتظامی آن جمهوری) آغاز به قتل‌عام ارمنیان شهر سومقاییت در نزدیکی باکو نمودند.
در روز ۲۸ فوریهٔ ۱۹۸۸ گروهی از نیروهای انتظامی شوروی وارد شهر سومقاییت شدند تا به این جنایات افراطی‌های آذربایجانی پایان دهند اما با مقاومت آشوبگران، موفق به این امر نشدند. در نهایت دولت مرکزی شوروی ناگزیر به ارسال نیروهای نظامی بیشتر و اعلام حالت حکومت نظامی برای
خاتمه دادن به این قتل‌عام شد. (امری که در تاریخ شوروی کم‌سابقه بود)
تاکنون پارلمان اروپا در سال ۱۹۸۸ میلادی، مجلس سنای آمریکا در سال ۱۹۸۹ و مجلس آرژانتین قطعنامه‌هایی در محکومیت قتل‌عام ارمنی‌ها توسط پان‌ترکیست‌های جمهوری آذربایجان در شهر سومقاییت به تصویب رسانده‌اند.

## پیش‌زمینه
عاملی که ممکن است باعث مشتعل شدن آتش خشونت شده باشد؛ در ۲۷ فوریه «الکساندر کاتوسف» معاون دادستان کل اتحاد شوروی با اعلام کشته شدن دو آذربایجانی به نام‌های «بختیار قلی‌اف» و «علی حاجی‌اف»، در آغدام بهانهٔ لازم را فراهم آورد؛ ولی یکی از جوانان توسط یک افسر پلیس آذربایجان کشته شده بود ولی کاتوسف اشاره‌ای به آن نکرد. رادیو باکو که معتقد بود با خبردادن به ارمنیان دربارهٔ خطرات ناشی از حرکات‌شان می‌تواند آن‌ها را آرام کند، خبر کشته شدن دو جوان آذربایجانی را پخش کرد چون تصور می‌کرد که ارمنیان از اعمال‌شان پشیمان خواهند شد.
«جهانگیر مسلم‌زاده» دبیر پیشین کمیتهٔ حزبی سومقاییت با جمعیت ناآرام صحبت کرد و گفت ارمنی‌ها می‌توانند شهر را آزادانه ترک کنند اما به گفتهٔ شاهدان، این امر باعث تحریک بیشتر آنان شد.
بختیار وهاب زاده شاعر مشهور آذربایجان، «حسینوف» مدیر انستیتوی آموزش سیاسی و «بایراموف» دبیر کمیتهٔ حزب شهر سومقاییت در تلاشی بی‌ثمر کوشیدند تا جلوی آن جمعیت ناآرام را بگیرند ولی این کار عملی نشد. اعمال خشونت بار علیه ارمنیان، دو شبانه روز با شدت تمام ادامه یافت تا اینکه بهانهٔ لازم برای مداخلهٔ نیروهای نظامی شوروی فراهم آمد.

## قتل‌عام
«کلیهٔ میله‌های آهنی و چاقوها و سایر آلات کشنده، مدت‌ها قبل در کارگاه‌های شخصی سومقاییت تولید شده بودند. چند روز مانده به تهاجم، مقادیر معتنابهی سنگ و کلوخ در خیابان‌های منتهی به قتلگاه، انباشته شده بود. تهیهٔ فهرست نام‌های اهالی ارمنی سومقاییت. قطع تلفن‌های شهروندان ارمنی سومقاییت.
قطع برق ساختمان‌های مسکونی ارمنیان سومقاییت.»

صدها نفر در اثر ضرب و شتم، دچار نقص عضو شدند و کارایی بخشی از اندام‌شان را برای همیشه از دست دادند. زنان بسیاری، که شامل دختران نوجوان نیز می‌شدند. مورد تجاوز جنسی قرار گرفتند و آسیب‌های روانی و جسمانی غیرقابل جبرانی دیدند. بیش از ۲۰۰ خانه به وسیلهٔ اشرار ویران شدند و ده‌ها اتوموبیل ارمنی‌ها در آتش سوختند. میزان خساراتی که به مغازه‌ها و کارگاه‌ها وارد شده بیش از حد تصور است و هزاران ارمنی (جمعیت ارمنی‌های شهر ۱۷٬۰۰۰ نفر بودند) از خانه و کاشانه‌شان رانده شدند.
یک شاهد عینی، به نام (آ. آرکی پوف)، گفته‌است:
«او هنوز از پا در نیامده بود و می‌کوشید از میان شعله‌ها بیرون برود، ولی پنج نفر که میله‌های آهنی داشتند، او را مجدداً به دل آتش انداختند.»
یک شاهد عینی، (س. قلی‌اف)، گفته‌است:
«مهاجمان، در مجاورت مرکز پلیس، یک ارمنی را کتک می‌زدند و هیچ مأموری مانعشان نمی‌شد. چرا که افراد پلیس مخصوصاً از شهر بیرون رفته بودند و با این کار، دست مهاجمان را باز گذاشته بودند. آن روز، هیچ‌یک از مأموران پلیس را ندیدم.»
فرزند یک افسر پلیس، به اسم (ضربعلی‌اف)، گواهی داده‌است:
«پلیس از همه چیز خبر داشت.»
(آرسن آراکلیان) یکی از نجات‌یافتگان مدعی شد که:
«کلیهٔ خطوط تلفن ارمنی‌ها را قطع کرده بودند و او بارها سعی کرده با تلفن آشنایان غیر ارمنی‌اش، با پلیس تماس بگیرد، ولی هیچ پاسخی نگرفته‌است.»
روز ۲۱ مهٔ ۱۹۸۸ میلادی، در نشست عمومی کمیتهٔ مرکزی حزب کمونیست جمهوری آذربایجان، (جهانگیر مسلم‌زاده)، دبیر پیشین کمیتهٔ حزبی سومقاییت، به صراحت دولت مرکزی آذربایجان را مسئول وقوع اغتشاشات خونین سومقاییت دانست و در نشست دفتر کمیتهٔ مرکزی، هنگامی که دربارهٔ مسئولیت‌هایش بحث می‌کردند، دلایل خود را برشمرد و درحقیقت افشاگری کرد.

بنابراین، بدیهی است که حوادث سومقاییت، از قبل برنامه‌ریزی شده بود و مقامات حکومت آذری می‌خواستند با نابودی ارمنیان سومقاییت، و ایجاد رعب و هراس در دل ارمنی‌های جمهوری آذربایجان، آنان را پاک‌سازی قومی‌کنند.
به گفتۀ (کاتوزیف)، معاون دادیار اتحاد جماهیر شوروی (ایزوستیا دیلی، ۲۰ اوت ۱۹۸۸):
«شهری با ۲۵۰٬۰۰۰ نفر جمعیت، یکسره عرصهٔ ضرب و شتم و شکنجه و تجاوز و کشتار ارمنیان شده بود و بدبختانه برای متوقف کردن آن جنایات، هیچ اقدامی نمی‌شد. مهاجمان فهرست‌هایی داشتند که نام ساکنان همهٔ خانه‌ها در آن‌ها درج شده بود و به راحتی می‌توانستند اهالی ارمنی و آذری را از یک دیگر تفکیک کنند. مهاجم‌ها میلهٔ آهنی، سنگ پاره، تبر، چاقو، بطری، و ظرف‌های بنزین با خود داشتند و آن طور که شاهدان عینی گفته‌اند، در گروه‌های ۵۰ تا ۸۰ نفری به منازل ارمنی‌ها یورش می‌بردند و گروه‌های بزرگ‌تر، که حدود یک صد نفر عضو داشتند، در خیابان‌ها ماجراجویی می‌کردند.»

(ژرژ سوروس)، در نشریهٔ «ژورنال مسکو زنامیا» شمارۀ ۶، سال ۱۹۸۹ میلادی. اعلام کرده‌است که:
«نخستین کشتار ارمنیان در جمهوری آذربایجان، در اثر تحریکات نژادپرستان محلی، و با موافقت حیدر علی‌اف دبیر اول کمیتهٔ مرکزی حزب کمونیست شوروی در آن زمان، و رئیس‌جمهور بعدی جمهوری آذربایجان صورت گرفته‌است.»

## واکنش دولت شوروی
رهبران اتحاد جماهیر شوروی سوسیالیستی، برای شناسایی مجریان و طراحان فاجعه‌ای که در اواخر فوریهٔ ۱۹۸۸ میلادی در شهر سومقاییت رخ داد، هیچ‌گاه اقدام مفیدی نکردند و سازمان‌دهندگان و قاتلان از مجازات سیاسی و حقوقی گریختند و حتی نام‌شان در مجامع رسمی و بین‌المللی اعلام نشد. جلسات دادرسی، نمایشی و فرمایشی بودند. تحقیقات جامع و اصولی نبودند و مسئولان به اصلاح دادرسی، با تقسیم و تفکیک جنایات انجام شده، کاری کردند که هویت سازمان‌دهندگان افشا نشود و قتل و غارت وسیع جان و مال ارمنیان، در دادگاه به صورت شرارت‌های معمولی جلوه داده شد.
در روزهای ۱۸ اکتبر تا ۱۸ نوامبر ۱۹۸۸ میلادی، دادگاه عالی اتحاد جماهیر شوروی سوسیالیستی، که برای یکی از جرایم نوزده‌گانهٔ سومقاییت تشکیل شده بود، افراد زیادی را در جای گاه شهود نشاند و پس از آن که شاهدان دربارهٔ قتل‌عام برنامه‌ریزی شده توسط جنایت کاران شهادت دادند. دادگاه حکم خود را صادر کرد و در آن حکم، بر «دخالت صدها نفر با ملیت آذربایجانی» انگشت نهاد.

## محکومیت قتل‌عام
احزاب سیاسی، شورای حقوق‌بشر سازمان ملل متحد، شخصیت‌های معروف سیاسی و اجتماعی، و مجالس قانون‌گزاری برخی کشورها، این واقعه را به شدت محکوم کردند و با ارمنیان ابراز همدردی کردند.

## قطعنامهٔ مجلس اروپا
قطعنامهٔ مجلس اروپا، مصوب ۷ ژوئیهٔ ۱۹۸۸ میلادی با توجه به اینکه:

«منطقهٔ قره‌باغ کوهستانی، به گواهی تاریخ، همواره بخشی از ارمنستان بوده‌است. در حال حاضر ۸۰٪ اهالی آن ارمنی هستند. منطقهٔ قره‌باغ در سال ۱۹۲۳ میلادی به جمهوری آذربایجان اضافه شده‌است. در فوریهٔ ۱۹۸۸ میلادی ارمنیان قربانی یک کشتار جمعی در شهر آذری سومقاییت شده‌اند؛ و با توجه به این شرایط سیاسی‌ای که منجر به کشتار جمعی ارمنی‌ها در سومقاییت و بروز اغتشاش در باکو شد، روز به روز وخیم‌تر می‌شود و زندگی ارمنیان ساکن جمهوری آذربایجان امری مخاطره‌آمیز شده‌است. بدین وسیله خشونت‌های و محدودیت‌های را که علیه ارمنیان صورت گرفته‌اند، محکوم می‌کنیم.»

## فهرست کتاب
- de Waal, Thomas (2003). Black Garden: Armenia and Azerbaijan Through Peace and War. New York: New York University Press. ISBN 978-0-8147-1945-9.
- Kaufman, Stuart J. (2001). Modern Hatreds: The Symbolic Politics of Ethnic War. Ithaca: Cornell University Press. ISBN 0-8014-8736-6.
- Shahmuratian, Samvel (1990). The Sumgait Tragedy: Pogroms Against Armenians in Soviet Azerbaijan. New York: Zoryan Institute.
- Malkasian, Mark (1996). "Gha-Ra-Bagh"! The Emergence of the National Democratic Movement in Armenia. Detroit: Wayne State University Press. ISBN 0-8143-2605-6.

## مطالعه بیشتر
- Sumgait massacre became first large-scale manifestation of the genocidal policy of Azerbaijan against Armenian people
- “We remember Sumgait” – protest held outside Azerbaijani embassy in Washington, DC